# 網野町
網野町（あみのちょう）は、かつて京都府竹野郡に属した町。京都府北部地域や丹後地方に含まれる。2004年（平成16年）4月1日には周辺5町と合併して京丹後市が発足し、網野町は廃止された。

## 象徴
町章は、調和を図りながらも限りなく発展するイメージを図案化した。
町の木は、網野町の景勝地である琴引浜など海岸線の白砂青松を象徴するマツ、町の花はチューリップ。「活気とうるおいのある住み心地のよい町づくり」をモットーに掲げ、丹後ちりめん生産の中心地としての産業振興と、日本海に面した豊富な観光資源を活用した大都市近郊のリゾート地として、季節を選ばない観光・レクリエーションの拠点化を目指した。

## 地理

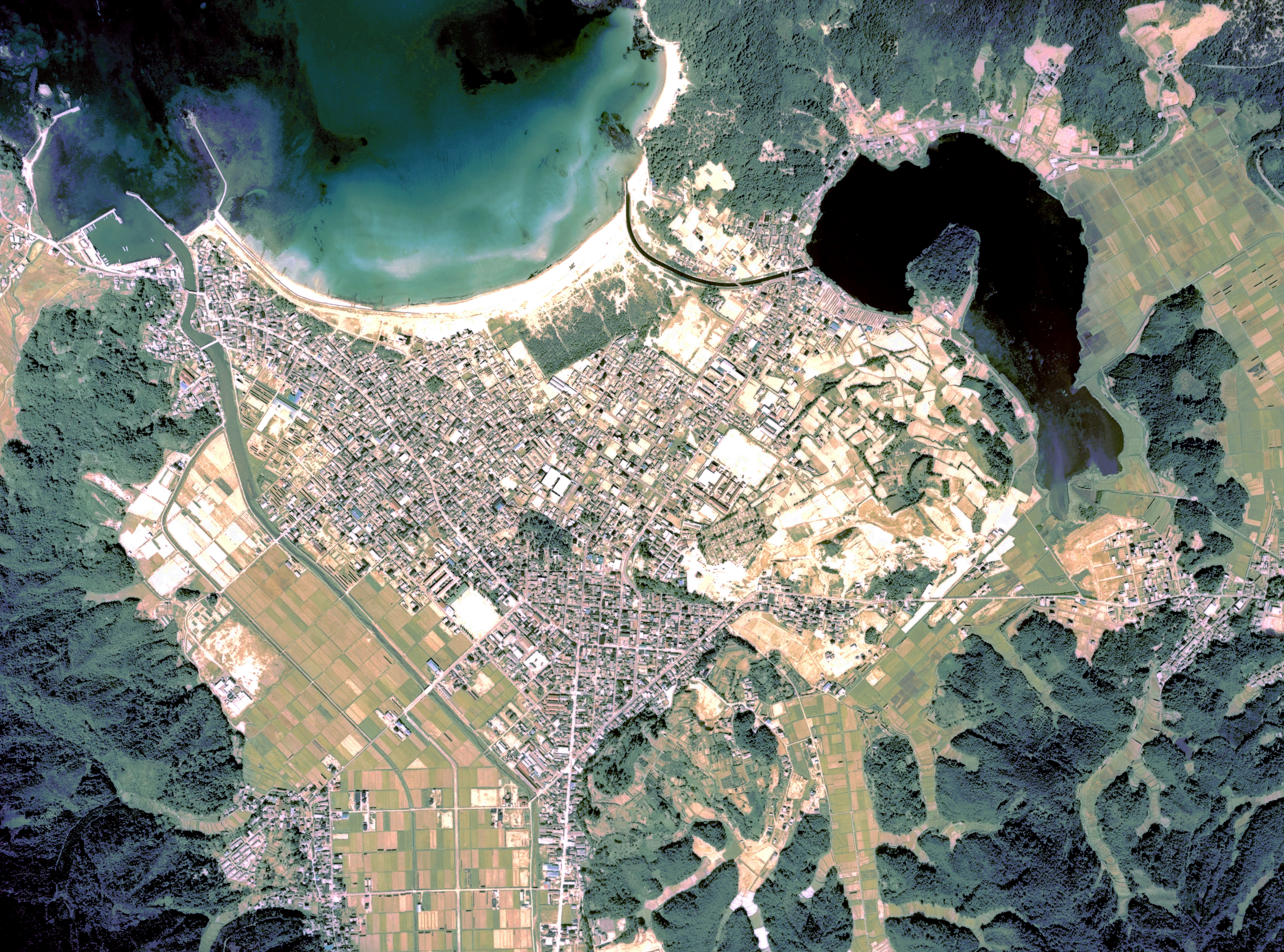
網野市街地の航空写真。右は離湖、上は日本海。

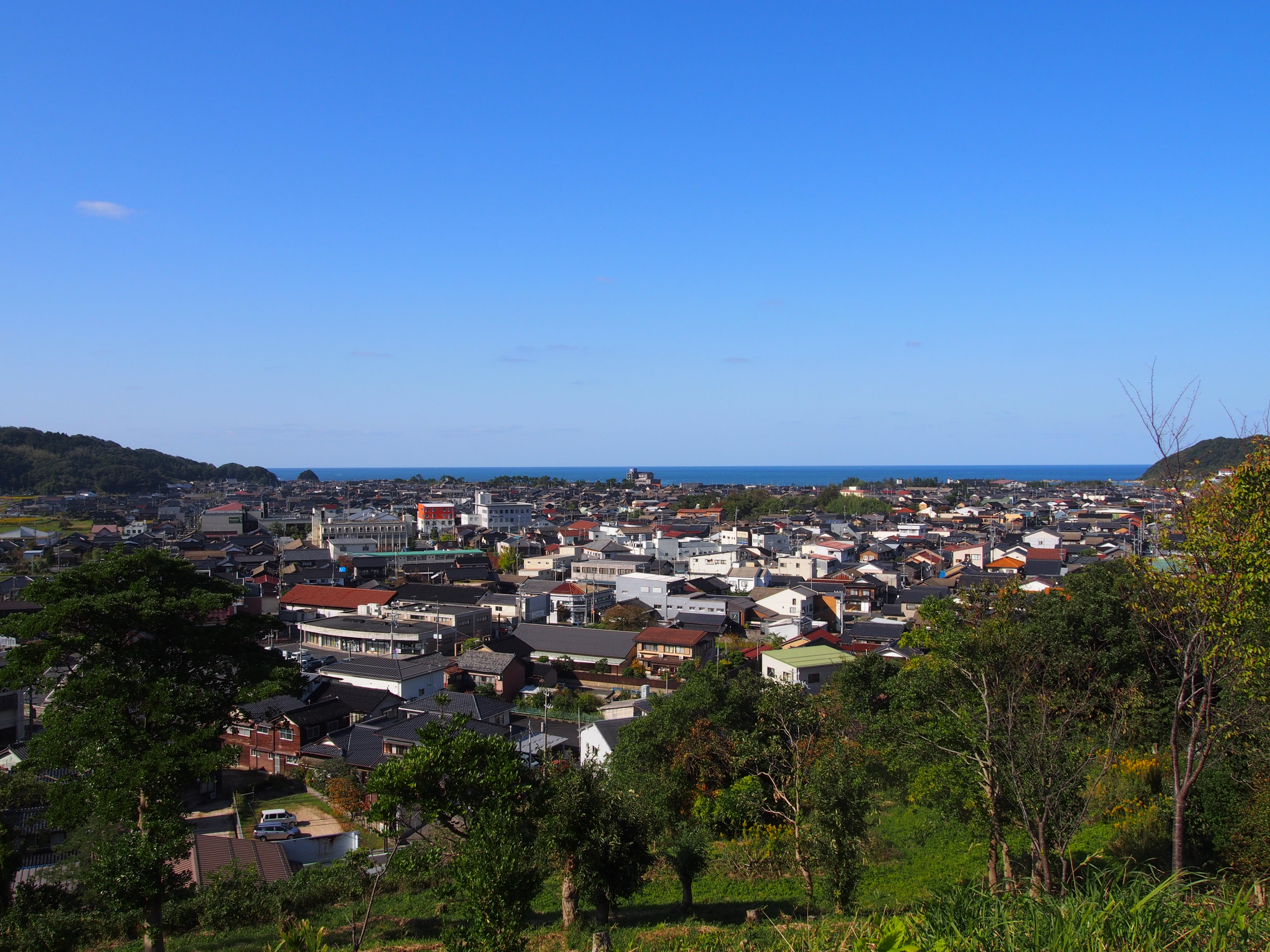
網野市街地

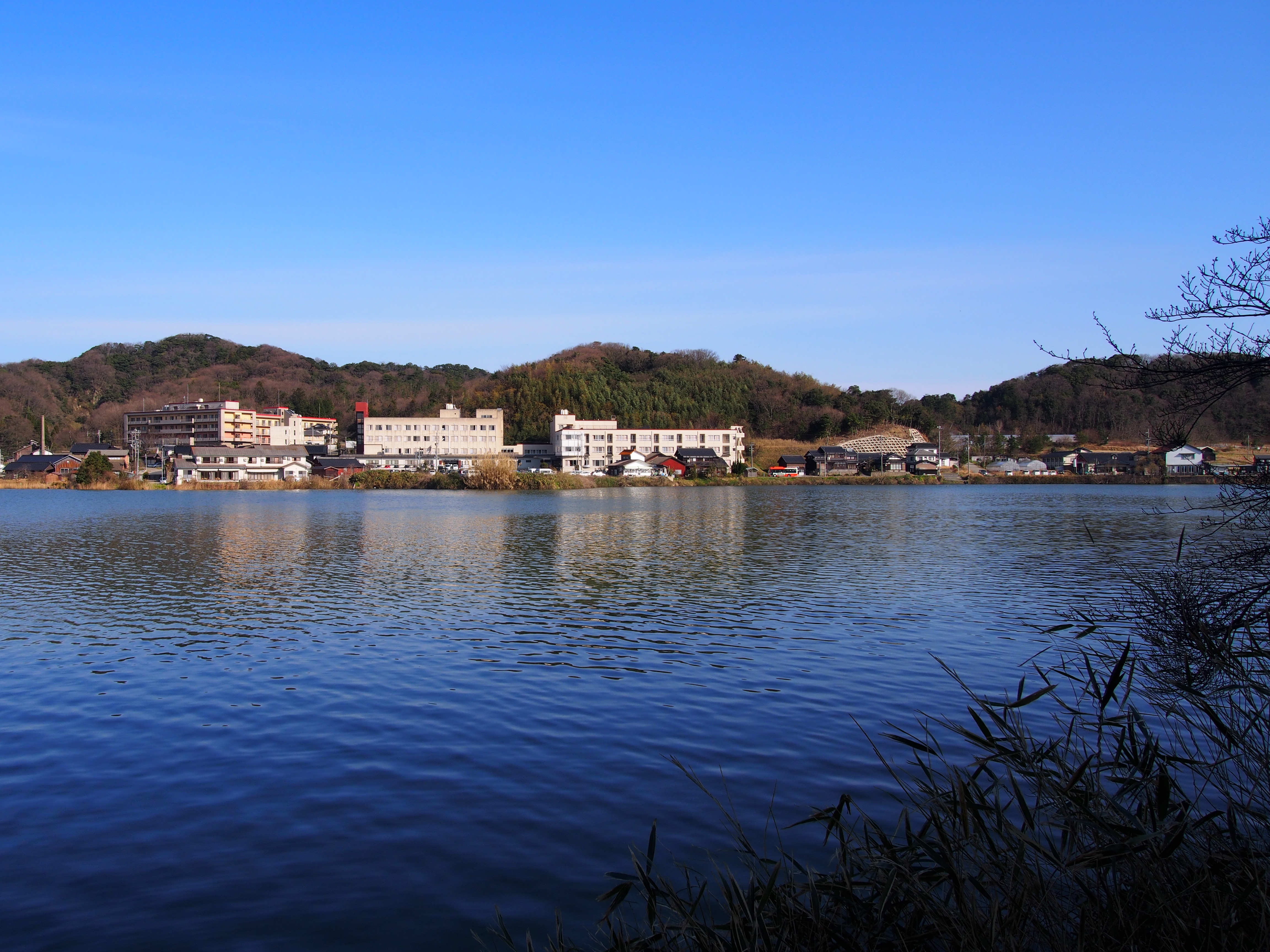
離湖

### 位置
丹後半島の突端部の西側に位置する。日本海に面しており、約17kmの海岸線を有していた。北東は竹野郡丹後町、東は竹野郡弥栄町、南は中郡峰山町、西は熊野郡久美浜町と接していた。

### 地形
福田川の下流部に小規模な平野があり、また木津川が流れる木津温泉周辺にも小規模な平野があるが、それ以外は山地である。総面積は75.01平方キロメートル。
河川
- 福田川 - 久次岳に源を持つ網野町最大の河川[4]。流路延長9.0キロメートル[5]。流域面積12.2平方キロメートル[5]。
- 木津川 - 流路延長4.0キロメートル[5]。流域面積5.6平方キロメートル[5]。

湖沼
- 離湖 - 京都府最大の淡水湖。流路延長1.67キロメートルの待谷川、流路延長1.96キロメートルの大谷川の2本が離湖に注いでいる[6]。新樋越川で日本海とつながっている[7]。面積388.760平方メートル[8]。
- 浅茂川湖 - 福田川の下流にあったが、昭和40年代の土地改良事業で消滅した。面積44.628平方メートル[8]。
- 勝田池 - 山と砂丘に囲まれたため池。

丘陵
- 網野砂丘 - 三津から浅茂川までの257ヘクタールの海岸砂地を指す[9]。琴引浜や八丁浜などが含まれる。
- 丹後砂丘 - 浜詰から久美浜町湊までの590ヘクタールの海岸砂地を指す[10]。浜詰海岸（夕日ヶ浦）などが含まれる。

山岳
- 高天山 - 網野市街地の西側にあり、網野町のシンボル的な山とされる[11]。標高285メートル。
- 徳楽山 - 網野町三津、丹後町徳光、丹後町間人字砂方の3地区にまたがる山。徳良山や戸倉山とも表記される。標高220メートル。

### 気候
網野町は裏日本海型の気候であり、冬季には季節風によって積雪が多い。1963年（昭和38年）の三八豪雪の際には208センチという積雪を記録している。晩秋以降の丹後地方にはうらにしと呼ばれる不安定な気候が生じ、「弁当忘れても傘忘れるな」ということわざもある。

## 歴史
- 1889年（明治22年）4月1日 - 町村制の施行により、近世以来の網野村が単独で自治体を形成。
- 1900年（明治33年）5月1日 - 網野村が町制施行して網野町（第1次）が発足。
- 1904年（明治37年）4月1日 - 網野町が浅茂川村と合併し、改めて網野町（第2次）が発足[14]。
- 1927年（昭和2年）
  - 3月7日 - 北丹後地震（丹後大震災）が発生。「全町の家屋ことごとく倒れ、全町にわたって火災」と伝えられ道路も寸断。海上から駆逐艦椿により救援活動が行われた[15]。網野町内だけで293人が死亡[16]。
  - 3月9日 - 陸路からの救援が絶望視される中、海軍駆逐艦2隻による救助活動が本格化。糧食などを揚陸、救護班の活動開始[17]。
- 1950年（昭和25年）4月1日 - 浜詰村・木津村・郷村・島津村と合併し、改めて網野町（第3次）が発足。1955年（昭和30年）の国勢調査による人口は18,626人であり、京都府で最大の町だった[18]。
- 2004年（平成16年）4月1日 - 丹後町・弥栄町・中郡峰山町・大宮町・熊野郡久美浜町と合併して京丹後市が発足。同日網野町廃止。

## 行政

### 歴代町長

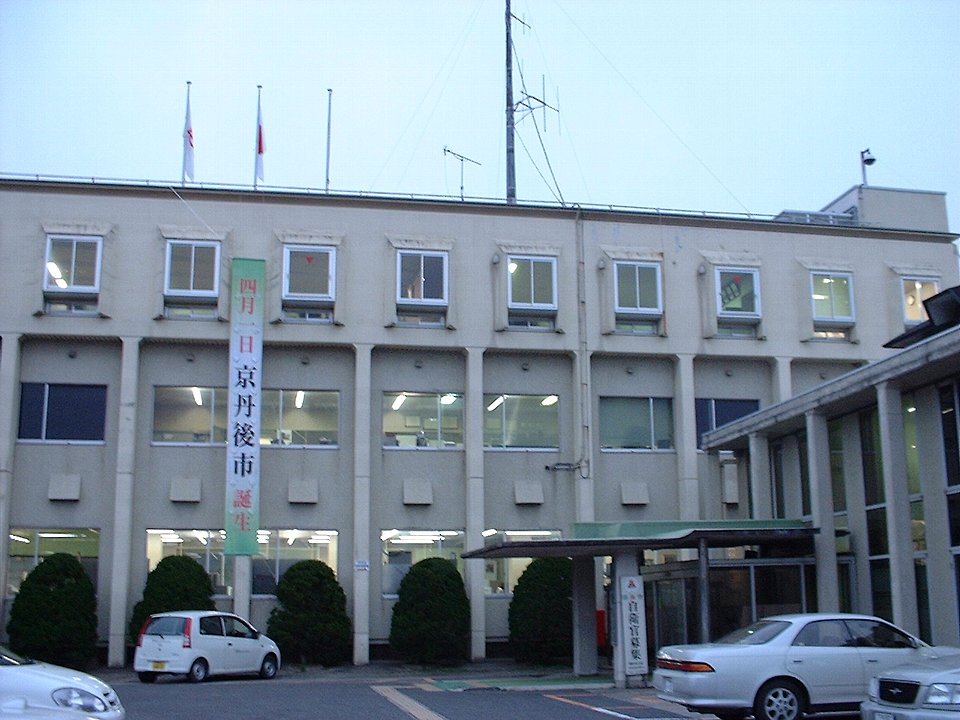
網野町役場（2004年3月）

| 網野町の歴代町長 | 網野町の歴代町長 | 網野町の歴代町長 | 網野町の歴代町長 | 網野町の歴代町長 |
| 代               | 氏名             | 就任年月         | 退任年月         | 備考             |
| ---------------- | ---------------- | ---------------- | ---------------- | ---------------- |
| 初代             | 麻田勇平         | 1950年4月        | 1952年11月       |                  |
| 2                | 井上辰治         | 1952年11月       | 1955年4月        |                  |
| 3                | 山崎十一         | 1955年4月        | 1958年7月        |                  |
| 4                | 井上県一         | 1958年7月        | 1962年7月        |                  |
| 5                | 藤本茂           | 1962年7月        | 1966年7月        |                  |
| 6                | 井上県一         | 1966年7月        | 1974年7月        |                  |
| 7                | 山崎政           | 1974年7月        | 1985年5月        | 任期途中で死去   |
| 8                | 奥野滝蔵         | 1985年7月        | 1989年7月        |                  |
| 9                | 奥野重儀         | 1989年7月        | 1993年7月        |                  |
| 10               | 濱岡六右衛門     | 1993年7月        | 2004年3月        |                  |

## 人口と世帯数
| 人口の変遷         | 人口の変遷 | 人口の変遷 |  |
| ------------------ | ---------- | ---------- |  |
| 1970年（昭和45年） | 19,048人   |            |  |
| 1975年（昭和50年） | 19,218人   |            |  |
| 1980年（昭和55年） | 18,823人   |            |  |
| 1985年（昭和60年） | 18,112人   |            |  |
| 1990年（平成2年）  | 17,269人   |            |  |
| 1995年（平成7年）  | 16,696人   |            |  |
| 2000年（平成12年） | 16,056人   |            |  |

| 世帯数の変遷       | 世帯数の変遷 | 世帯数の変遷 |  |
| ------------------ | ------------ | ------------ |  |
| 1970年（昭和45年） | 4,394戸      |              |  |
| 1975年（昭和50年） | 4,639戸      |              |  |
| 1980年（昭和55年） | 4,719戸      |              |  |
| 1985年（昭和60年） | 4,759戸      |              |  |
| 1990年（平成2年）  | 4,768戸      |              |  |
| 1995年（平成7年）  | 4,822戸      |              |  |
| 2000年（平成12年） | 4,966戸      |              |  |

- 人口・世帯数はいずれも国勢調査[1][19]。

## 経済

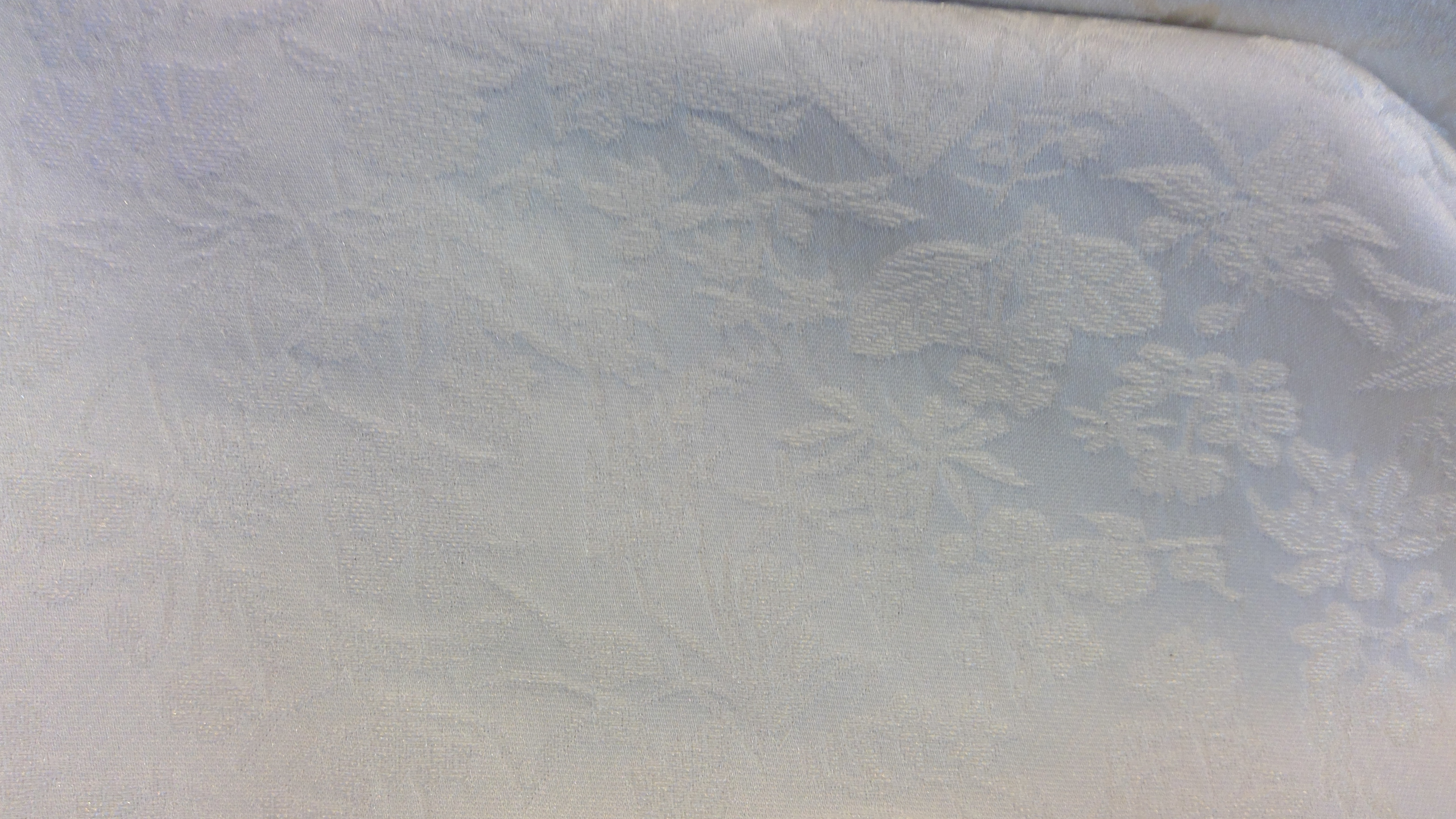
丹後ちりめんの布地

### 名産品
- 丹後ちりめん
- チューリップ
- メロン
- スイカ
- サツマイモ
- 松葉ガニ

## 教育

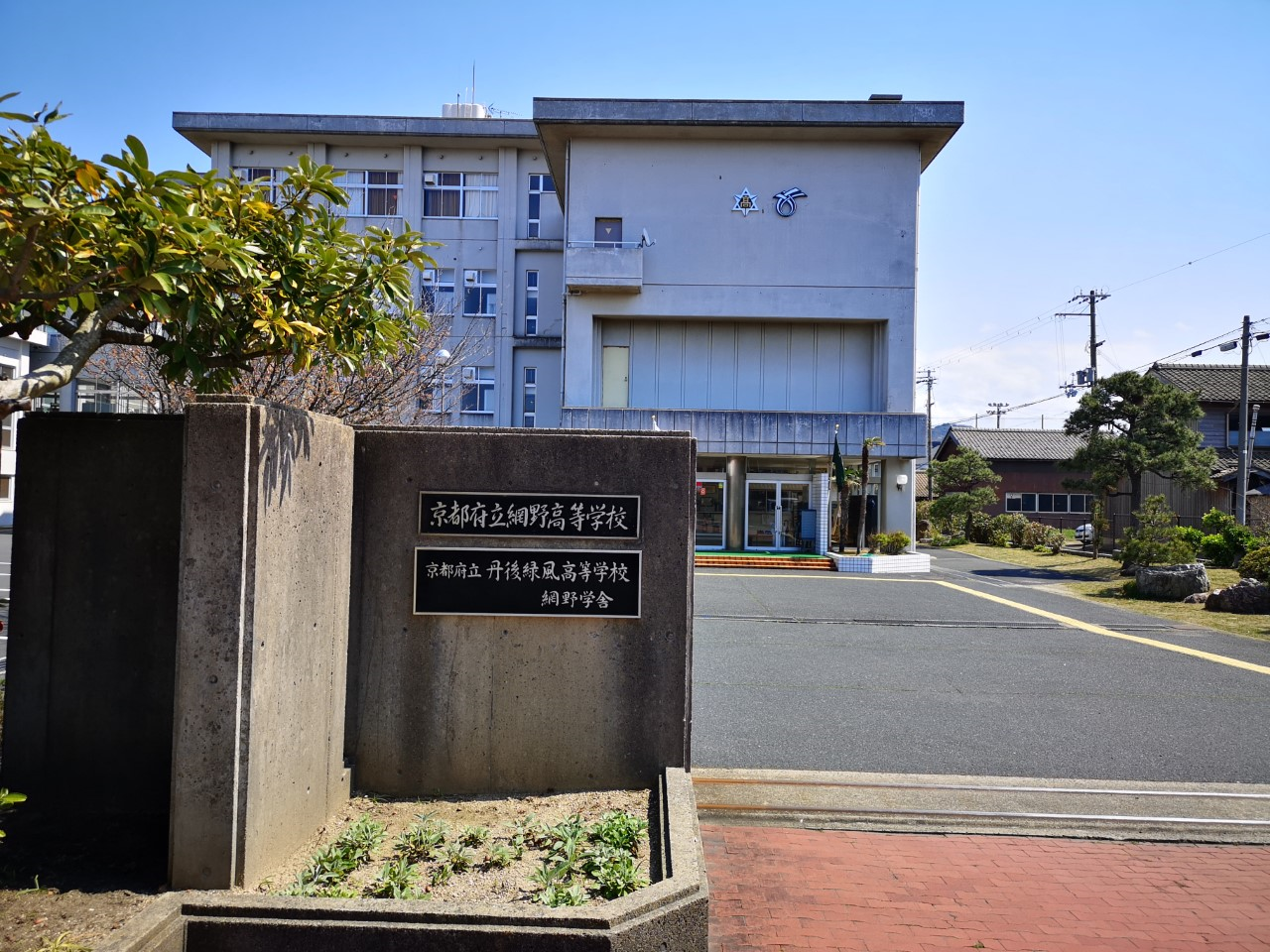
京都府立網野高等学校

### 小学校
- 網野町立網野北小学校 - 1983年（昭和58年）に網野町立網野小学校が分割されて開校。
- 網野町立網野南小学校 - 1983年（昭和58年）に網野町立網野小学校が分割されて開校。
- 網野町立橘小学校
- 網野町立郷小学校
- 網野町立島津小学校
- 網野町立三津小学校

### 中学校
- 網野町立網野中学校
- 網野町立橘中学校

### 高等学校
- 京都府立網野高等学校

## 交通

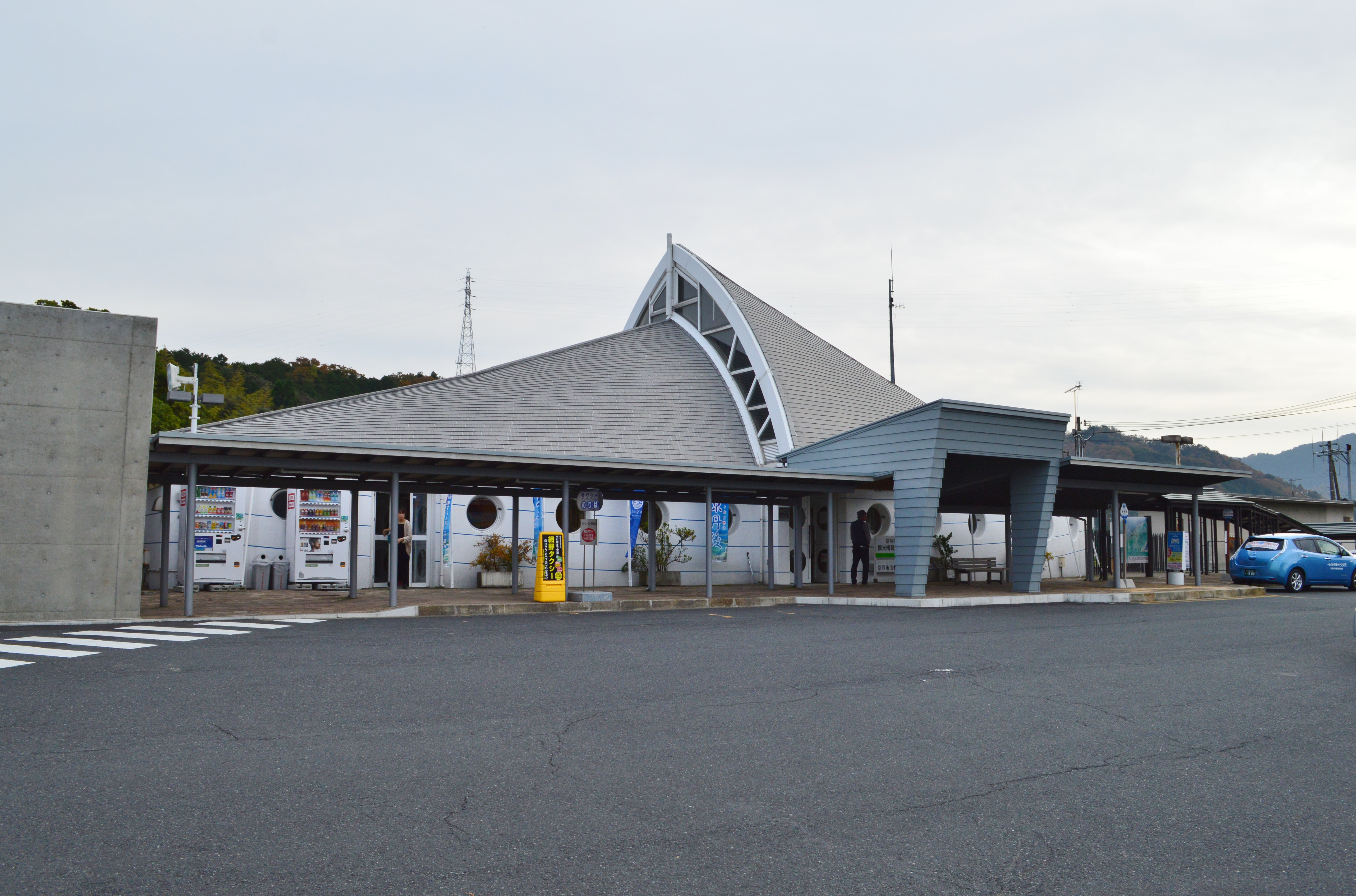
網野駅

### 鉄道
- 北近畿タンゴ鉄道[20]
  - 宮津線 網野駅 - 木津温泉駅
- 中心となる駅：網野駅

### 道路
- 国道178号
- 京都府道17号網野峰山線
- 京都府道20号網野久美浜線
- 京都府道53号網野岩滝線
- 京都府道663号掛津峰山線
- 京都府道665号木津網野線

## 名所・旧跡
遺跡・古墳

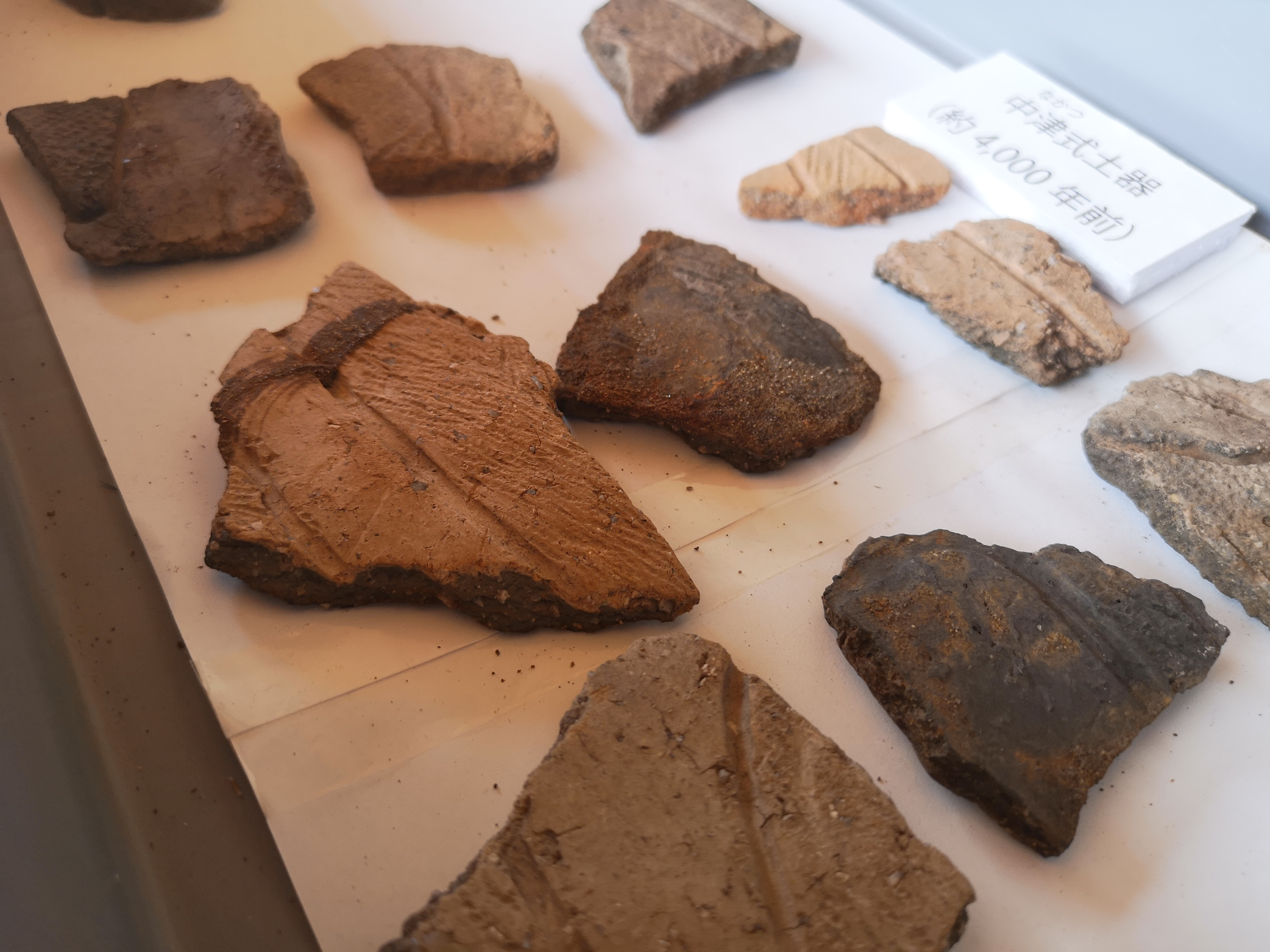
浜詰遺跡の出土物

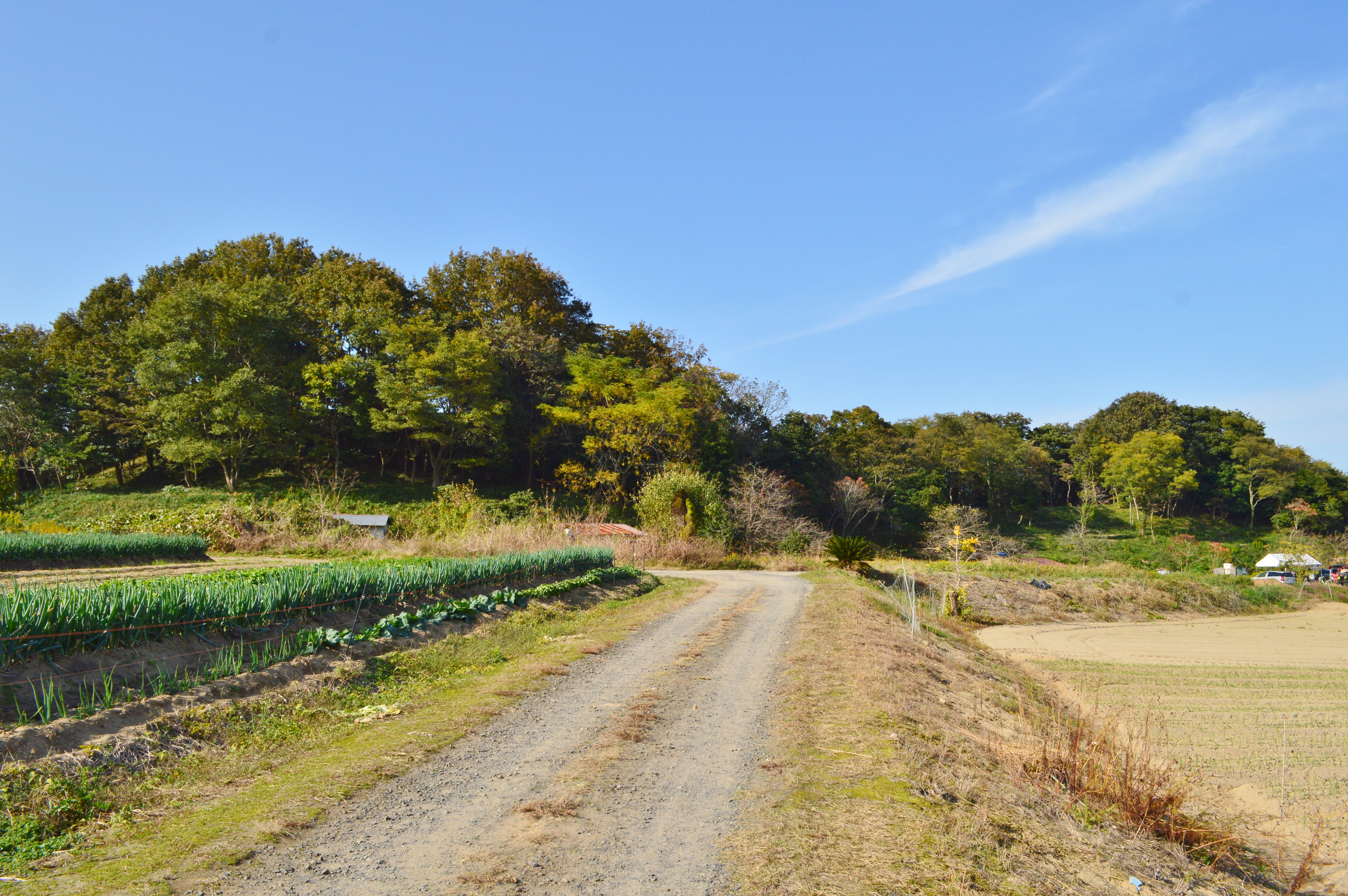
網野銚子山古墳

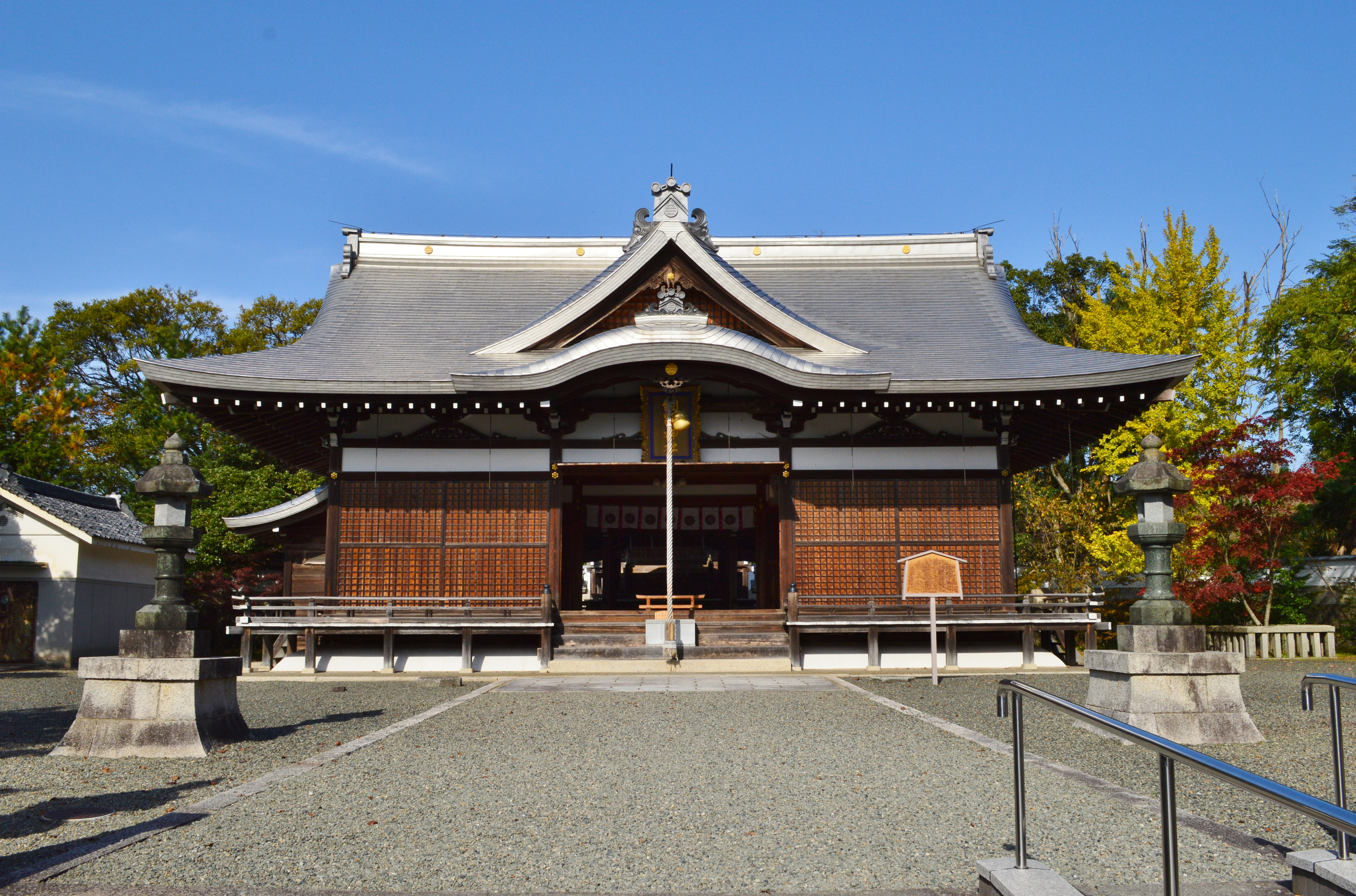
網野神社

- 浜詰遺跡 - 縄文時代の遺跡。京都府で唯一、貝塚が発見されている。
- 網野銚子山古墳 - 全長198メートルの前方後円墳。日本海側および京都府最大の古墳。国の史跡。
- 離湖古墳 - 離湖の離山にある古墳時代中期の古墳。
- 離山古墳 - 離湖の離山にある古墳時代後期の古墳。
- 岡1号墳 - 離湖の湖岸にある古墳時代中期後葉〜後期の古墳。

神社
- 網野神社 - 式内社。府社。網野区。本殿や拝殿など8件が国の登録有形文化財。
- 日吉神社 - 文政10年（1827年）建築の本殿は京都府登録文化財・京丹後市指定文化財。境内社として川裾祭（水無月祭）を行う水無月神社がある。浅茂川。
- 静神社 - 静御前を祭神とする神社。付近には静御前生誕の地がある。
- 加茂神社 - 永享3年（1431年）の銘がある鰐口は京丹後市指定文化財。木津。
- 威徳神社 - 村社。木津。
- 志布比神社 - 式内社。村社。浜詰。
- 売布神社 - 木津。本殿は京都府指定文化財。
- 郡立神社 - 郷。
- 生王部神社 - 生野。スダジイは京丹後市指定文化財。
- 大宇賀神社 - 郷。
- 春日神社 - 島津。境内社として床尾神社がある。

寺院
- 福寿院 - 臨済宗妙心寺派の寺院。浜詰。
- 中性院 - 真言宗の寺院。上野。
- 万松寺 - 臨済宗の寺院。中立。
- 竜献寺 - 曹洞宗の寺院。岡田。
- 青原寺 - 曹洞宗の寺院。新庄。
- 周泉寺 - 曹洞宗の寺院。高橋。
- 明光寺 - 真言宗の寺院。郷。
- 万泉寺 - 曹洞宗の寺院。切畑。
- 真福寺 - 浄土真宗の寺院。郷。
- 大悲寺 - 真言宗の寺院。生野。
- 松泉寺 - 曹洞宗の寺院。下岡。
- 正徳院 - 曹洞宗の寺院。浅茂川。
- 心月寺 - 曹洞宗の寺院。網野区。
- 本覚寺 - 日蓮宗の寺院。網野区。寛平法皇塚出土の石枕は京丹後市指定文化財。
- 大林寺 - 曹洞宗の寺院。小浜区。
- 蓮華寺 - 曹洞宗の寺院。島津。宝篋印塔は京丹後市指定文化財。
- 吉祥院 - 曹洞宗の寺院。仲禅寺。仁王尊は京丹後市指定文化財。
- 海蔵寺 - 曹洞宗の寺院。掛津。
- 広通寺 - 曹洞宗の寺院。三津。
- 尾坂寺 - 尾坂。

その他史跡
- 樋越川 - 離湖と日本海を結ぶ水抜き穴。江戸時代に開削され、日本土木史に残る難工事として知られる。
- 郷村断層 - 1927年の北丹後地震の際に露出した断層。国の天然記念物。

## 観光スポット

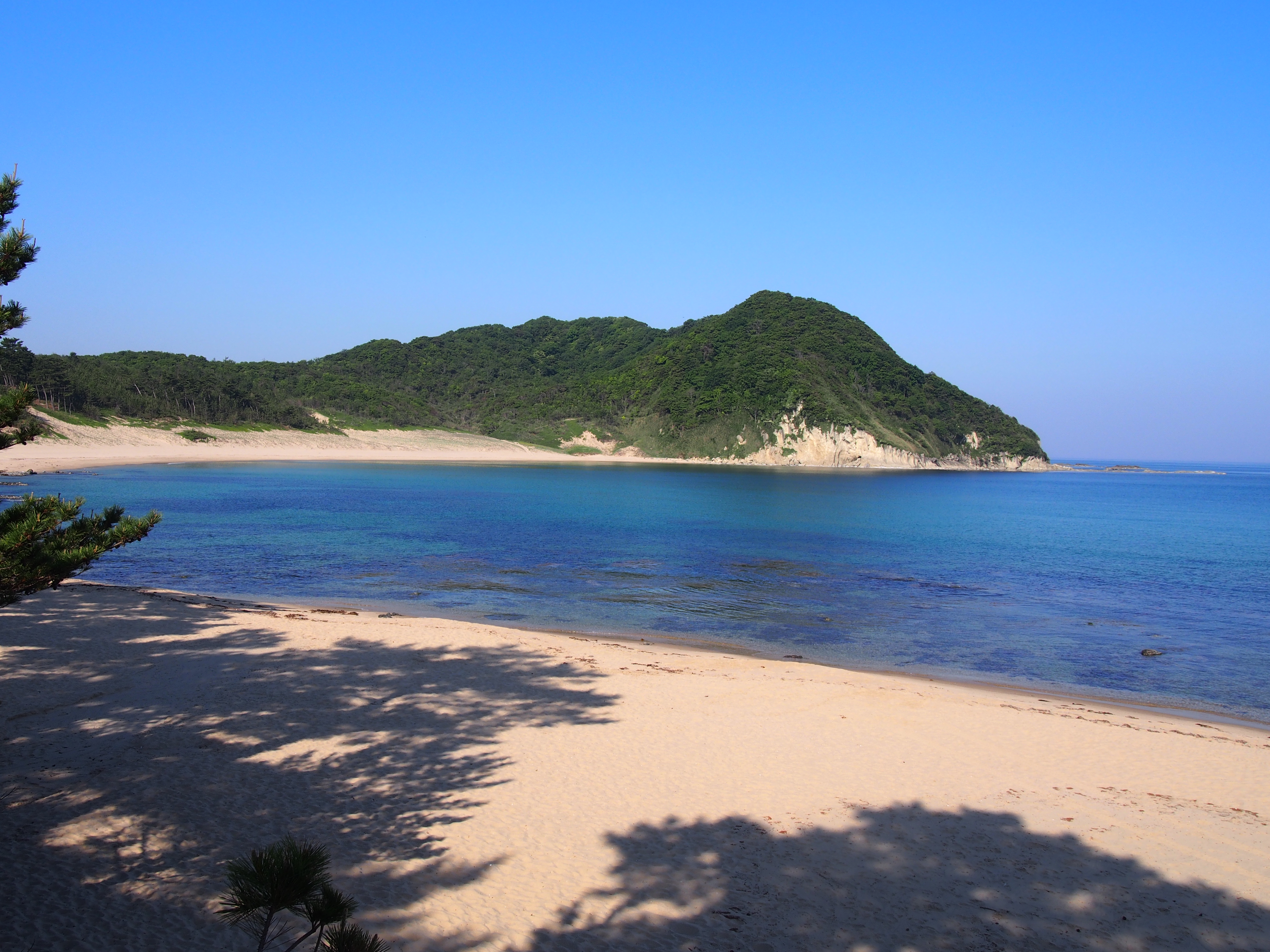
琴引浜

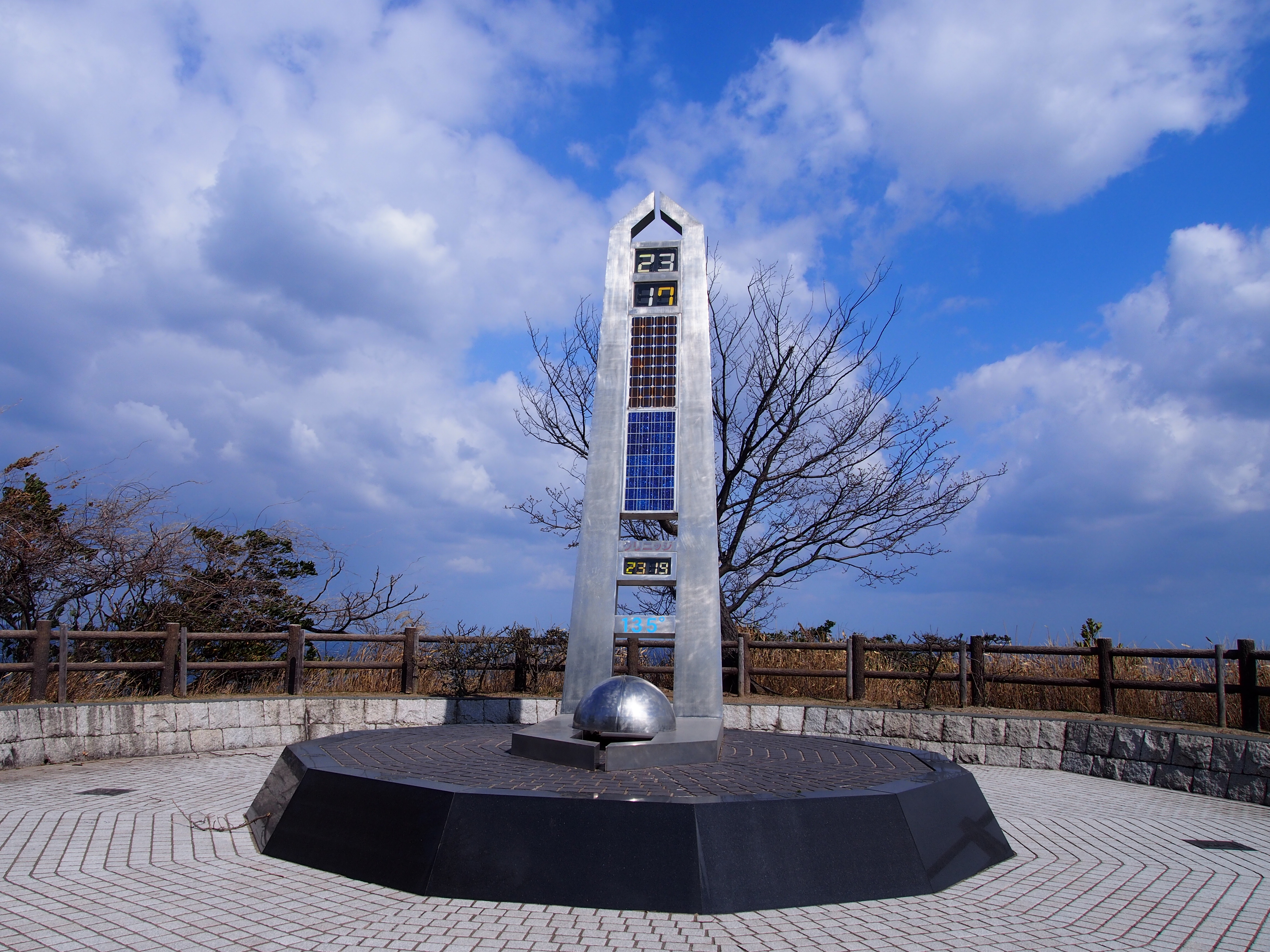
最北子午線塔

- 琴引浜 - 鳴き砂で知られる海岸。国の名勝及び天然記念物。
- 離湖 - 京都府内最大の淡水湖[1]。陥没湖であり、中央に浮かぶ島には、島の頂に至る石段が水中からのびている[1]。
- ヒカリ美術館 - 私設の現代美術館。京丹後市発足後の2010年開館。丹後地方初の美術館。
- こころの森美術館 - 私設の美術館。京丹後市発足後の2015年開館。
- 琴引浜鳴き砂文化館 - 琴引浜や鳴き砂に関する博物館。
- 最北子午線塔 - 日本最北の子午線塔。子午線は磯区を通るが、塔は浅茂川区に建つ。
- 夕日ヶ浦温泉 - 浜詰海岸にある温泉地。
- 木津温泉 - 京都府最古の温泉地。源泉は数軒の旅館等に引き入れられている[1]。
- 浅茂川温泉
- 浜詰海岸（夕日ヶ浦） - 「日本の夕陽百選」に選定されている景勝地。白砂の海岸が数キロメートルにわたって連なり、海水浴場となっている[1]。
- 鳴き砂温泉

## 関連人物

### 出身者
- 東上高志 - 教育学者、部落問題研究所常務理事。
- 野村克也 - プロ野球選手・監督。
- 岡本真也 - プロ野球選手。
- 志水見千子 - 陸上競技選手。
- 高谷惣亮 - レスリング選手。
- 高谷大地 - レスリング選手。
- 平田好宏 - 実業家。ファイテン社長。

### 在住者
- 鈴木昭男 - サウンドアーティスト。平壌出身、網野町在住。